# Kim Soo-hyun (attore 1988)
Kim Soo-hyun (김수현?; Seul, 16 febbraio 1988) è un attore, cantante e modello sudcoreano.

## Biografia
È laureato in Teatro e Studi Televisivi alla Chung-Ang University, e nel 2003 ha partecipato agli adattamenti coreani dei musical Grease e Sogno di una notte di mezza estate. È figlio di Kim Chung-hoon, membro della rock band Seven Dolphins, attiva negli Anni Ottanta, diventato in seguito un cantante trot. Ha una sorellastra minore, la cantante Kim Joo-na.

### Carriera
Il debutto televisivo di Kim avvenne nel 2007 nella sitcom Kimchi Cheese Smile, a cui seguirono Jungle Fish e Ahbeojieui jip.
Iniziò a ottenere visibilità interpretando il protagonista da giovane sia in Christmas nooni olkkayo che in Giant. Nel 2009 ebbe un ruolo nel cortometraggio Choeag-ui chingudeul di Namkoong Sun, che vinse il premio come miglior film sociale al Mise en Scène Short Film Festival. Sempre nello stesso anno, presentò il varietà Sonyeon sonyeo gayo baekseo. La prima parte da protagonista arrivò nel 2011 con il drama musicale Dream High, in cui Kim ricoprì il ruolo di Brian Dong (Song Sam-dong nella versione originale), un genio musicale proveniente dalla campagna. Poiché era l'unico tra gli attori a non avere esperienze come idol, Kim studiò canto e danza per tre mesi alla JYP Entertainment, e per la serie incise due tracce: "Dreaming", eseguita da solista, e la title track "Dream High" insieme al resto del cast. Apparve in numerosi programmi musicali e concerti al termine di Dream High e fece un cameo nel primo episodio del sequel.

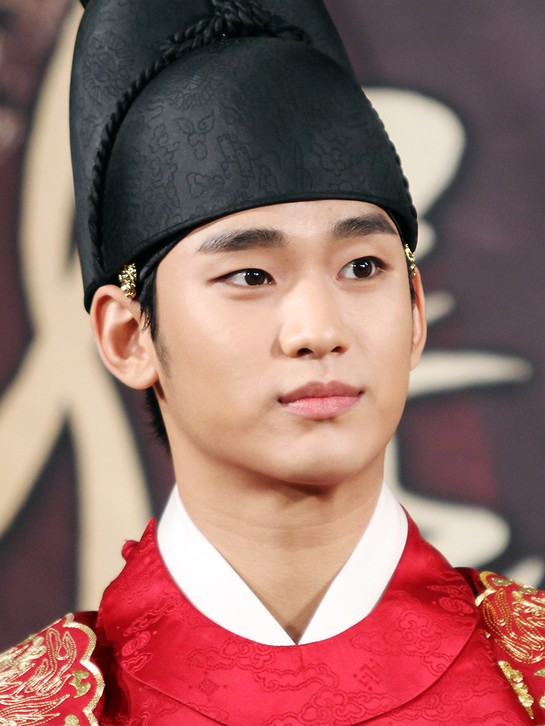
Kim Soo-hyun alla conferenza stampa di Haereul pum-eun dal.

Kim Soo-hyun divenne famoso per aver dato il volto al re Lee Hwon nella serie storica Haereul pum-eun dal, che ottenne picchi di share molto alti, intorno al 40%. Contribuì alla colonna sonora del drama con la ballata tradizionale "Only You" e il brano moderno "Another Way".
Debuttò sul grande schermo nella pellicola The Thieves, una sorta di rivisitazione coreana di Ocean's Eleven - Fate il vostro gioco. Dal 2013 al 2014 interpretò il personaggio maschile principale nel drama Byeor-eseo on geudae, insieme alla co-star di The Thieves, Jun Ji-hyun.
Dal successo di Haereul pum-eun dal, Kim ha stabilito il record per il maggior numero di contratti di endorsement attivi contemporaneamente, siglandone diciassette per svariati prodotti, tra cui un computer portatile, una macchina fotografica, vestiti, cosmetici, attrezzature ginniche, caffè, pizza, gelato, ammorbidenti e una compagnia telefonica. Ha guadagnato più di 6 miliardi di won (5,3 milioni di dollari). Inoltre, grazie alla popolarità ottenuta con i drama, Kim è stato scelto come ambasciatore della Korea Tourism Organization (KTO).

## Filmografia

### Cinema
- Choeag-ui chingudeul, regia di Namkoong Sun – cortometraggio (2009)
- The Thieves (Dodukdeul), regia di Choi Dong-hoon (2012)
- Eunmilhage widaehage, regia di Jang Cheol-soo (2013)
- Susanghan geunyeo, regia di Hwang Dong-hyuk (2014)
- Real (리얼?, Ri-eolLR), regia di Lee Sa-rang (2017)
- Hoheup, regia di Lee Sa-rang (2019)

### Televisione
- Kimchi Cheese Smile – serie TV (2007)
- Jungle Fish – serie TV (2008)
- Ahbeojieui jip – serie TV (2009)
- Christmas nooni olkkayo – serie TV (2009)
- Giant – serie TV (2010)
- Dream High – serie TV, 16 episodi (2011)
- Haereul pum-eun dal – serie TV, 15 episodi (2012)
- Dream High 2 – serie TV, episodio 1 (2012)
- Byeor-eseo on geudae – serie TV (2013)
- Producer (프로듀사) – serie TV (2015)
- It's Okay to Not Be Okay (사이코지만 괜찮아) – serie TV (2020)
- La regina delle lacrime (눈물의 여왕?, Nunmur-ui yeo-wangLR) – serie TV (2024)

## Discografia

### EP
- 2012 – Another Way: Secret Version

### Colonne sonore
- 2011 – Dream High (Dream High OST, con JOO, Taecyeon, Suzy e Wooyoung)
- 2011 – Dreaming (Dream High OST)
- 2012 – Only You (Haereul pum-eun dal OST)
- 2014 – In Front of Your House (Byeor-eseo on geudae OST)
- 2024 – Way Home (Queen of Tears OST)

### Singoli
- 2012 – Marine Boy (campagna pubblicitaria Samsung Notebook Series 9)
- 2014 – Promise (Byeor-eseo on geudae Special OST)

## Riconoscimenti
| Anno | Premio                                    | Categoria                                                    | Opera nominata       | Risultato       |
| ---- | ----------------------------------------- | ------------------------------------------------------------ | -------------------- | --------------- |
| 2010 | SBS Drama Awards                          | New Star Award                                               | Giant                | Vincitore/trice |
| 2011 | 6th Asia Model Festival Awards            | CF Model Award                                               | Kim Soo-hyun         | Vincitore/trice |
| 2011 | 47th Baeksang Arts Awards                 | Best New Drama Actor                                         | Dream High           | Candidato/a     |
| 2011 | 47th Baeksang Arts Awards                 | Popular Drama Actor                                          | Dream High           | Candidato/a     |
| 2011 | 5th Mnet 20's Choice Awards               | Hot Male Drama Star                                          | Dream High           | Candidato/a     |
| 2011 | 4th Korea Drama Awards                    | Best New Actor                                               | Dream High           | Vincitore/trice |
| 2011 | 4th Korea Drama Awards                    | Popularity Award                                             | Dream High           | Vincitore/trice |
| 2011 | 4th Style Icon Awards                     | New Icon Award                                               | Kim Soo-hyun         | Vincitore/trice |
| 2011 | 27th Korea Best Dresser Swan Awards       | Best Dresser Male Artist                                     | Kim Soo-hyun         | Vincitore/trice |
| 2011 | SKY PerfecTV! Awards                      | Hallyu Award                                                 | Kim Soo-hyun         | Vincitore/trice |
| 2011 | KBS Drama Awards                          | Best New Actor                                               | Dream High           | Vincitore/trice |
| 2011 | KBS Drama Awards                          | Popularity Award                                             | Dream High           | Vincitore/trice |
| 2011 | KBS Drama Awards                          | Best Couple con Suzy                                         | Dream High           | Vincitore/trice |
| 2011 | Cyworld Digital Music Awards              | Song of the Month (febbraio)                                 | "Dreaming"           | Vincitore/trice |
| 2012 | 48th Baeksang Arts Awards                 | Best Drama Actor                                             | Haereul pum-eun dal  | Vincitore/trice |
| 2012 | 48th Baeksang Arts Awards                 | Popular Drama Actor                                          | Haereul pum-eun dal  | Candidato/a     |
| 2012 | 5th Nickelodeon Korea Kids' Choice Awards | Favorite Actor                                               | Kim Soo-hyun         | Vincitore/trice |
| 2012 | 6th Mnet 20's Choice Awards               | 20's Male Drama Star                                         | Haereul pum-eun dal  | Vincitore/trice |
| 2012 | 6th Mnet 20's Choice Awards               | 20's Blue Carpet Popularity Award                            | Kim Soo-hyun         | Vincitore/trice |
| 2012 | 7th Seoul International Drama Awards      | Outstanding Korean Actor (Outstanding Korean Drama Category) | Haereul pum-eun dal  | Candidato/a     |
| 2012 | 7th Seoul International Drama Awards      | People's Choice Award                                        | Haereul pum-eun dal  | Candidato/a     |
| 2012 | 39th Korea Broadcasting Prize             | Best Actor                                                   | Haereul pum-eun dal  | Vincitore/trice |
| 2012 | Korean Pop Culture and Arts Award         | Ministry of Culture Citation                                 | Kim Soo-hyun         | Vincitore/trice |
| 2012 | 21st Buil Film Awards                     | Best New Actor                                               | The Thieves          | Candidato/a     |
| 2012 | 33rd Blue Dragon Film Awards              | Best New Actor                                               | The Thieves          | Candidato/a     |
| 2012 | 33rd Blue Dragon Film Awards              | Popularity Award                                             | The Thieves          | Vincitore/trice |
| 2012 | Korean Cultural Entertainment Awards      | Top Excellence Award, Actor                                  | Haereul pum-eun dal  | Candidato/a     |
| 2012 | 1st K-Drama Star Awards                   | Top Excellence Award, Actor                                  | Haereul pum-eun dal  | Vincitore/trice |
| 2012 | Korean Updates Awards                     | Best Actor                                                   | Haereul pum-eun dal  | Candidato/a     |
| 2012 | Korean Updates Awards                     | Best Couple in Drama con Han Ga-in                           | Haereul pum-eun dal  | Candidato/a     |
| 2012 | Korean Updates Awards                     | Best Kissing con Han Ga-in                                   | Haereul pum-eun dal  | Candidato/a     |
| 2012 | MBC Drama Awards                          | Grand Prize                                                  | Haereul pum-eun dal  | Candidato/a     |
| 2012 | MBC Drama Awards                          | Top Excellence Award, Actor in a Miniseries                  | Haereul pum-eun dal  | Vincitore/trice |
| 2012 | MBC Drama Awards                          | Popularity Award                                             | Haereul pum-eun dal  | Vincitore/trice |
| 2012 | MBC Drama Awards                          | Best Couple Award con Han Ga-in                              | Haereul pum-eun dal  | Candidato/a     |
| 2012 | MBC Drama Awards                          | Best Couple Award con Jung Eun-pyo                           | Haereul pum-eun dal  | Candidato/a     |
| 2012 | 10th TVCF Advertising Awards              | Model of the Year Award                                      | Kim Soo-hyun         | Vincitore/trice |
| 2013 | 49th Baeksang Arts Awards                 | Popular Movie Actor                                          | The Thieves          | Candidato/a     |
| 2013 | 6th Style Icon Awards                     | The Next Generation's Invincible Box-Office Hitmaker         | Kim Soo-hyun         | Candidato/a     |
| 2013 | 7th Mnet 20's Choice Awards               | 20's Movie Star – Male                                       | Eunmilhage widaehage | Candidato/a     |
| 2013 | 50th Grand Bell Awards                    | Best New Actor (Movie)                                       | Eunmilhage widaehage | Vincitore/trice |
| 2013 | Cosmo Beauty Awards (China)               | Dream İcon                                                   | Eunmilhage widaehage | Vincitore/trice |
| 2014 | 50th Baeksang Arts Awards                 | New Actor                                                    | Eunmilhage widaehage | Vincitore/trice |
| 2014 | 50th Baeksang Arts Awards                 | Actor Popularity (movie)                                     | Eunmilhage widaehage | Vincitore/trice |
| 2014 | 50th Baeksang Arts Awards                 | Actor Popularity (TV)                                        | Byeor-eseo on geudae | Vincitore/trice |
| 2014 | 9th Seoul International Drama Awards      | Outstanding Korean Actor                                     | Byeor-eseo on geudae | Vincitore/trice |
| 2014 | 9th Seoul International Drama Awards      | People's Choice Award (Korea)                                | Byeor-eseo on geudae | Vincitore/trice |
| 2014 | 2nd DramaFever Awards                     | Best Kiss (con Jun Ji-hyun)                                  | Byeor-eseo on geudae | Candidato/a     |
| 2014 | Korea Drama Awards                        | Grand Prize                                                  | Byeor-eseo on geudae | Vincitore/trice |
| 2014 | Korea Drama Awards                        | Hallyu Star Award                                            | Byeor-eseo on geudae | Vincitore/trice |
| 2014 | 3rd APAN Star Awards                      | Mini-Series, Top Excellence Actor                            | Byeor-eseo on geudae | Vincitore/trice |

## Doppiatori italiani
Nelle versioni in italiano dei suoi film, Kim Soo-hyun è stato doppiato da:
- Maurizio Merluzzo in Dream High
- Alessio De Filippis in The Thieves